# Pakuratavak (Pestszentlőrinc)
A Pakuratavak egy terület Budapest XVIII. kerületében, a pestszentlőrinci Szemeretelepen. Évtizedekig ez volt Budapest egyik legsúlyosabb  környezetszennyezés által sújtott területe, majd 2006-ra a szennyező hatásokat az egyik nagykereskedelmi áruházlánc új telephelyének építéséhez kapcsolódóan felszámolta.

## Történet
A területen az 1880-as évek óta kavicsbánya működött. A kitermelés megszűnése után, az 1950-es években a tulajdonos TÜZÉP vállalat az üresen maradt gödröket szigetelés nélkül pakura tárolására használta. 1961-ben készült légifotókon már látszottak a feltöltött tárológödrök. Innen szállították tovább a fűtőanyagot a felhasználó üzemekbe, de a rendszerváltás után összesen kb. 3500 köbméter pakura maradt a területen.

## A szennyezés
A szennyezett terület nagysága 7,5 hektár, ahol 10 kisebb-nagyobb, összesen 2 hektár felületű, 6-8 méter mély, szigetelés nélküli gödörben tárolták a pakurát. Ez a talajt, illetve a talajvízbe kerülve a környék ivóvízbázisát is súlyosan veszélyeztette[pontosabban?]. A tavak a környék állatvilágában is komoly pusztulást okoztak.

## A kármentesítés első szakasza
Az 1990-es években a TÜZÉP megszűnésével a pakuratavak a XVIII. kerületi önkormányzat tulajdonába kerültek. A Közép-Duna-Völgyi Környezetvédelmi- és Vízügyi Felügyelőség a szennyezés megszüntetésére kötelezte az önkormányzatot, amely ezt anyagi okokból csak részben tudta elvégezni.
1998-tól a Környezetvédelmi Alap, a XVIII. kerületi önkormányzat és a Fővárosi TÜZÉP anyagi hozzájárulásával megkezdték a helyreállítást. Az Elgoscar Kft. kivitelezésében, 600 milliós költségvetésből eltávolította a víz felszínén úszó pakurát, melyet egy mosonmagyaróvári üzemben égettek el. A víz kb. 80%-át tisztították meg szikkasztókban, a tavak környékén pedig a talaj 45%-át kármentesítették. Ezzel egyidejűleg a talajvízből eltávolították a MALÉV vasúti lefejtőjéből odakerült kerozint is, melyet szintén elégettek.

## A tavak felszámolása
Végül 2001-ben az önkormányzat a 10 hektáros terület eladása mellett döntött és hosszas tárgyalások után az Auchan Magyarország Kft. vásárolta meg a területet, 2006. december 31-ig kötelezettséget vállalva a kármentesítésre.
Az áruházlánc a fővárosi és a kerületi önkormányzattal kötött keretmegállapodása értelmében a terület kármentesítése után egy új hipermarketet építhet itt. A mentesítés közel 1,5 milliárd forintba került, a környező útépítések pedig közel 5 milliárd forinttal tehermentesítették a kerületi önkormányzatot (felüljáró, ipartelepi feltáró út 350 méteres szakasza).
2006 első felében a földes fenékiszap és a pakuraiszap szivattyúzásával kezdődtek meg a munkálatok. A 13 000 tonna földes iszap és szennyezett föld, illetve a 110 tonna pakuraiszap elszállításához kb. 500 kamionra volt szükség. A korábbi mentési kísérletek eredményeként 4,6 tonna pakurával szennyezett tömlő, műanyag és fém is előkerült a gödrökből. a területrendezés során további 450 köbméter nem szennyezett, részben újrahasznosítható  hulladék (autógumi, műanyag, hevederek) is a felszínre került.
A szennyeződések eltávolítása után résfal-izolációval körbezárták a kármentesített területet. Az 50 centiméter vastag, önszilárduló bentonitos cementből készült, 12-14 méter mélységig hatoló fal összhosszúsága 1197 méter és 78 000 négyzetméteres területet határol. Ennek záróképességét 14 megfigyelőkúttal kezdetben naponta, majd további 10 évig havonta ellenőrzik. A kármentesítést a december 31-ei határidőre befejezték.

## Jelenlegi tapasztalatok
Manapság a terület üres, az egykori Pestszentlőrinc-Kavicsbánya vasútállomás szétbarmolt, düledező épületei találhatóak már csak meg, amit a környék hajléktalanjai be is laktak. Emellett a ma már szintén nem üzemelő Burma vasútvonal, és egyes elemei is ott  rothadnak, várván lebontásukat, nem mellesleg a cementtel betömött gödröket, amiket a pakura kitisztítása után hagytak így. A helyen 360 fokos kamerarendszer működik, de a környező lakosok nem zavartatják magukat, a terület népszerű a kutyasétáltatók körében. A terület jövője egyelőre nem tiszta.

## Lásd még
- Dunakeszi-tőzegtavak